# 新小平站
新小平站（日语：／ Shin-Kodaira eki */?），是位於日本東京都小平市小川町二丁目的東日本旅客鐵道（JR東日本）武藏野線所屬鐵路車站。此站是唯一位於小平市內的JR線車站。
除了武藏野線的本線外，旅客站近西國分寺站側還有通往中央本線國立站的武藏野線支線（國立支線）分岔。此支線主要供貨物列車行走，一部分武藏野號列車與「假日快速富士山號」等旅客列車途經。武藏野線的車站編號是JM 32。

## 車站結構
本站夾在2條隧道（小平隧道、東村山隧道）間的路塹之中，對向式月台2面2線。站舍位於小平隧道之上的地面（半地下構造）。車站本屋的施工由鹿島建設負責。
車站顏色是綠色。

### 月台配置
| 月台 | 路線     | 方向 | 目的地                             | 備註                     |
| ---- | -------- | ---- | ---------------------------------- | ------------------------ |
| 1    | 武藏野線 | 上行 | 西國分寺、府中本町方向             | 中央線直通列車都在此發着 |
| 2    | 武藏野線 | 下行 | 北朝霞、南浦和、新松戶、西船橋方向 | 大宮站直通列車都在此發着 |

（來源：JR東日本:車站構內圖 （页面存档备份，存于））

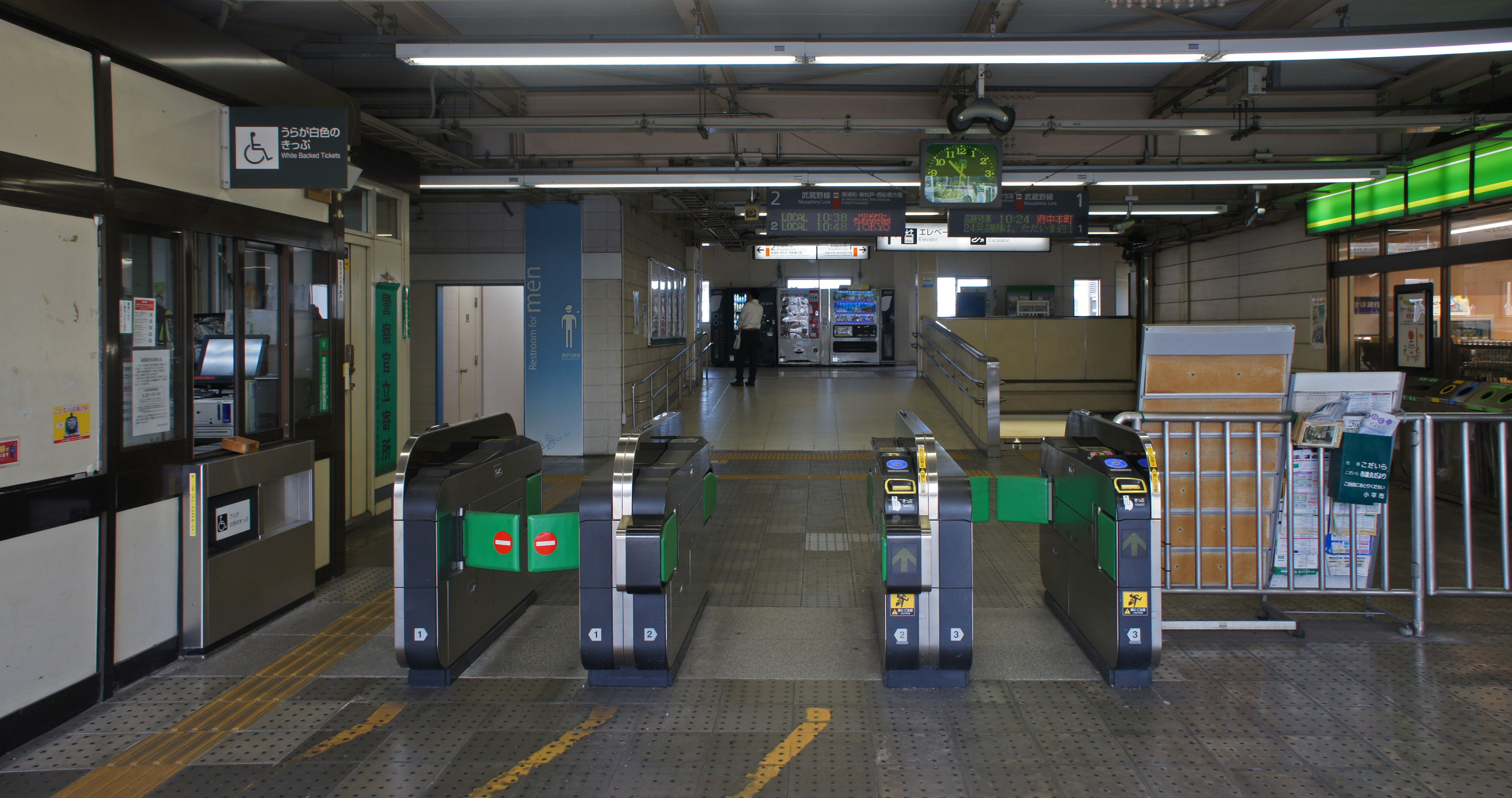
閘口（2019年9月）
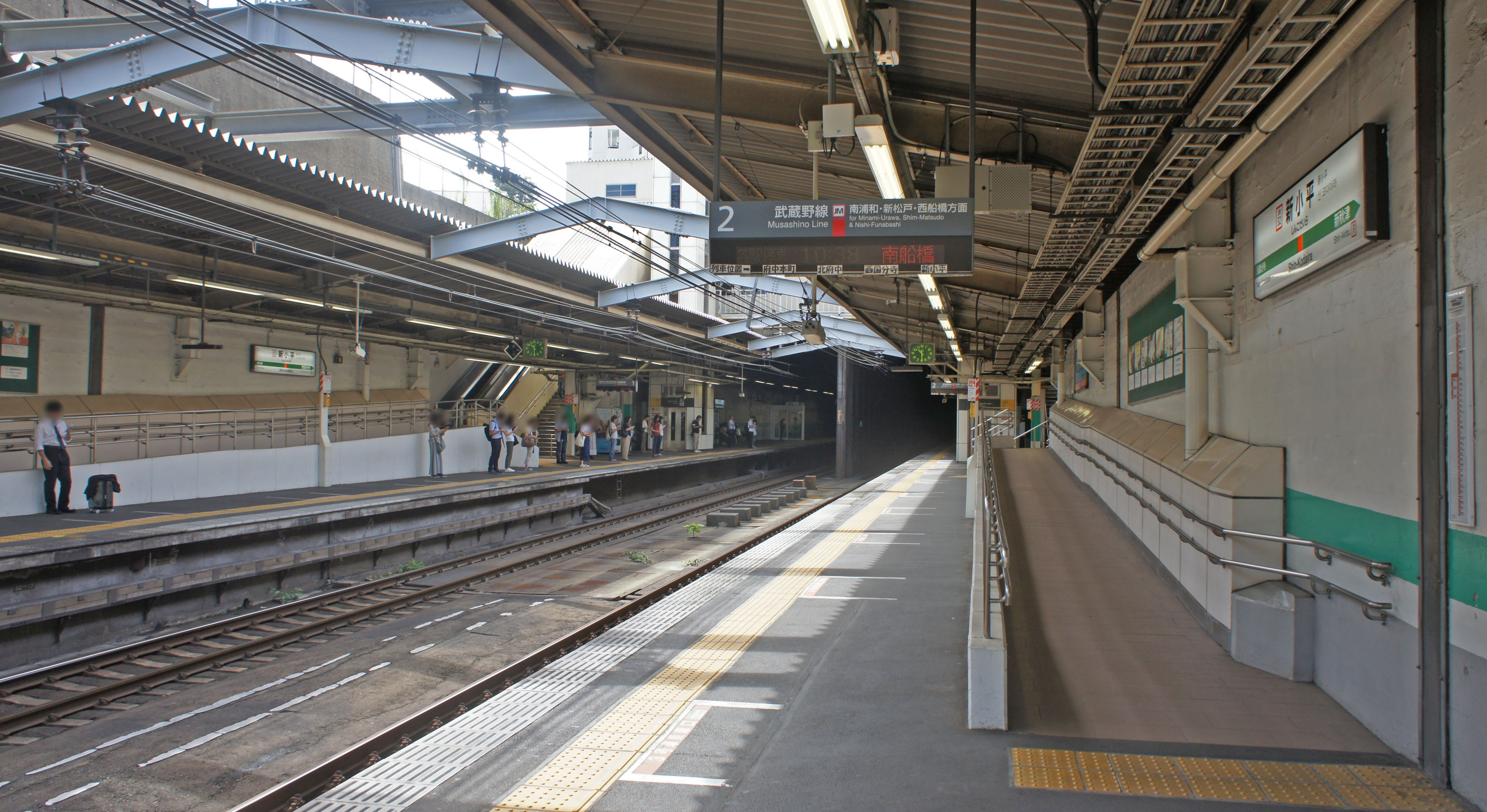
月台（小平隧道側）（2019年9月）

## 使用情況
2019年（令和元年）度的1日平均上車人次為11,448人。
近年的推移如下表。
| 年度               | 1日平均 上車人次 | 來源     |
| ------------------ | ---------------- | -------- |
| 1990年（平成02年） | 7,315            | [ * 1 ]  |
| 1991年（平成03年） | 7,066            | [ * 2 ]  |
| 1992年（平成04年） | 8,140            | [ * 3 ]  |
| 1993年（平成05年） | 8,660            | [ * 4 ]  |
| 1994年（平成06年） | 9,047            | [ * 5 ]  |
| 1995年（平成07年） | 9,292            | [ * 6 ]  |
| 1996年（平成08年） | 9,370            | [ * 7 ]  |
| 1997年（平成09年） | 9,167            | [ * 8 ]  |
| 1998年（平成10年） | 9,118            | [ * 9 ]  |
| 1999年（平成11年） | 9,287            | [ * 10 ] |
| 2000年（平成12年） | 9,326            | [ * 11 ] |
| 2001年（平成13年） | 9,407            | [ * 12 ] |
| 2002年（平成14年） | 9,644            | [ * 13 ] |
| 2003年（平成15年） | 10,044           | [ * 14 ] |
| 2004年（平成16年） | 10,274           | [ * 15 ] |
| 2005年（平成17年） | 10,496           | [ * 16 ] |
| 2006年（平成18年） | 10,585           | [ * 17 ] |
| 2007年（平成19年） | 10,780           | [ * 18 ] |
| 2008年（平成20年） | 10,958           | [ * 19 ] |
| 2009年（平成21年） | 11,292           | [ * 20 ] |
| 2010年（平成22年） | 11,146           | [ * 21 ] |
| 2011年（平成23年） | 11,073           | [ * 22 ] |
| 2012年（平成24年） | 11,191           | [ * 23 ] |
| 2013年（平成25年） | 11,305           | [ * 24 ] |
| 2014年（平成26年） | 11,291           | [ * 25 ] |
| 2015年（平成27年） | 11,429           | [ * 26 ] |
| 2016年（平成28年） | 11,509           | [ * 27 ] |
| 2017年（平成29年） | 11,631           | [ * 28 ] |
| 2018年（平成30年） | 11,489           | [ * 29 ] |
| 2019年（令和元年） | 11,448           |          |

## 相鄰車站
東日本旅客鐵道（JR東日本）
 武藏野線
■武藏野號（府中本町開）、■各站停車
新秋津（JM 31）－新小平（JM 32）－西國分寺（JM 33）
 中央線直通（途經武藏野線貨物支線（國立支線））
■武藏野號（八王子發着）
新秋津（JM 31）－新小平（JM 32）－國立（JC 18）

## 延伸閱讀
- 三好好三; 垣本泰宏. . JTBパブリッシング. 2010-02-01.

## 外部連結
- 車站資訊（新小平）：東日本旅客鐵道